# Cabriolet

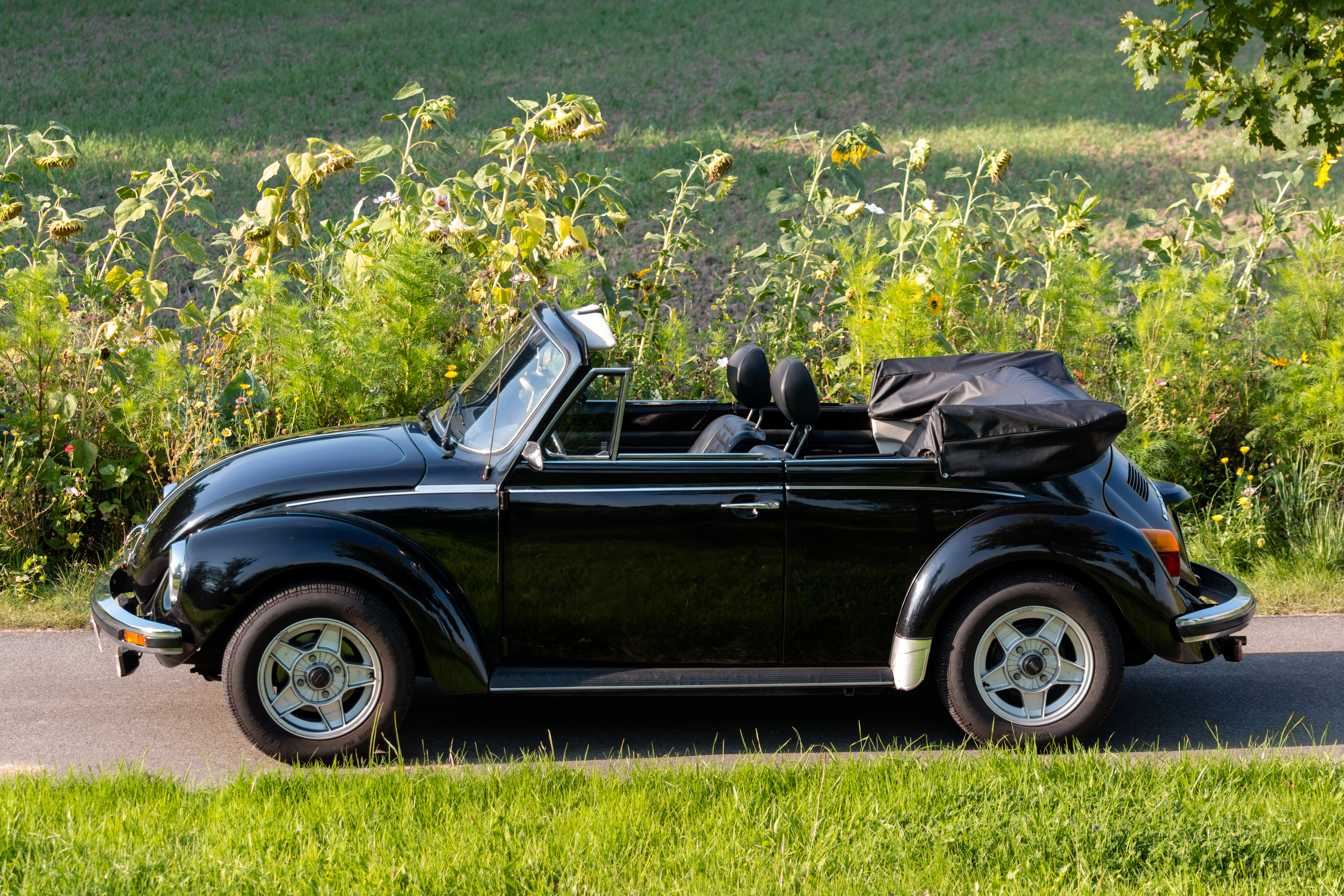
VW Käfer Cabriolet

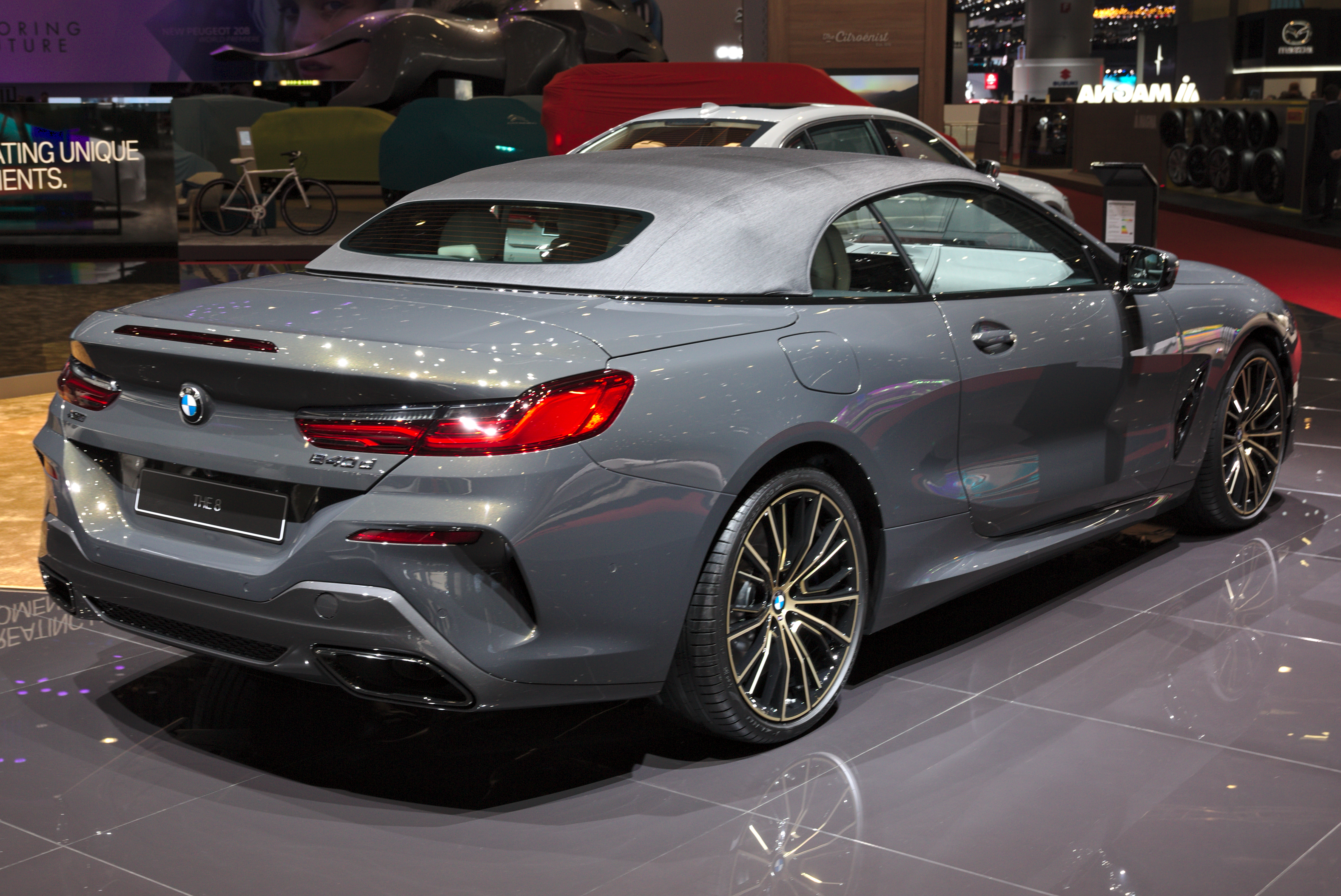
Ein Cabrio mit Faltverdeck:
BMW 8er Cabrio

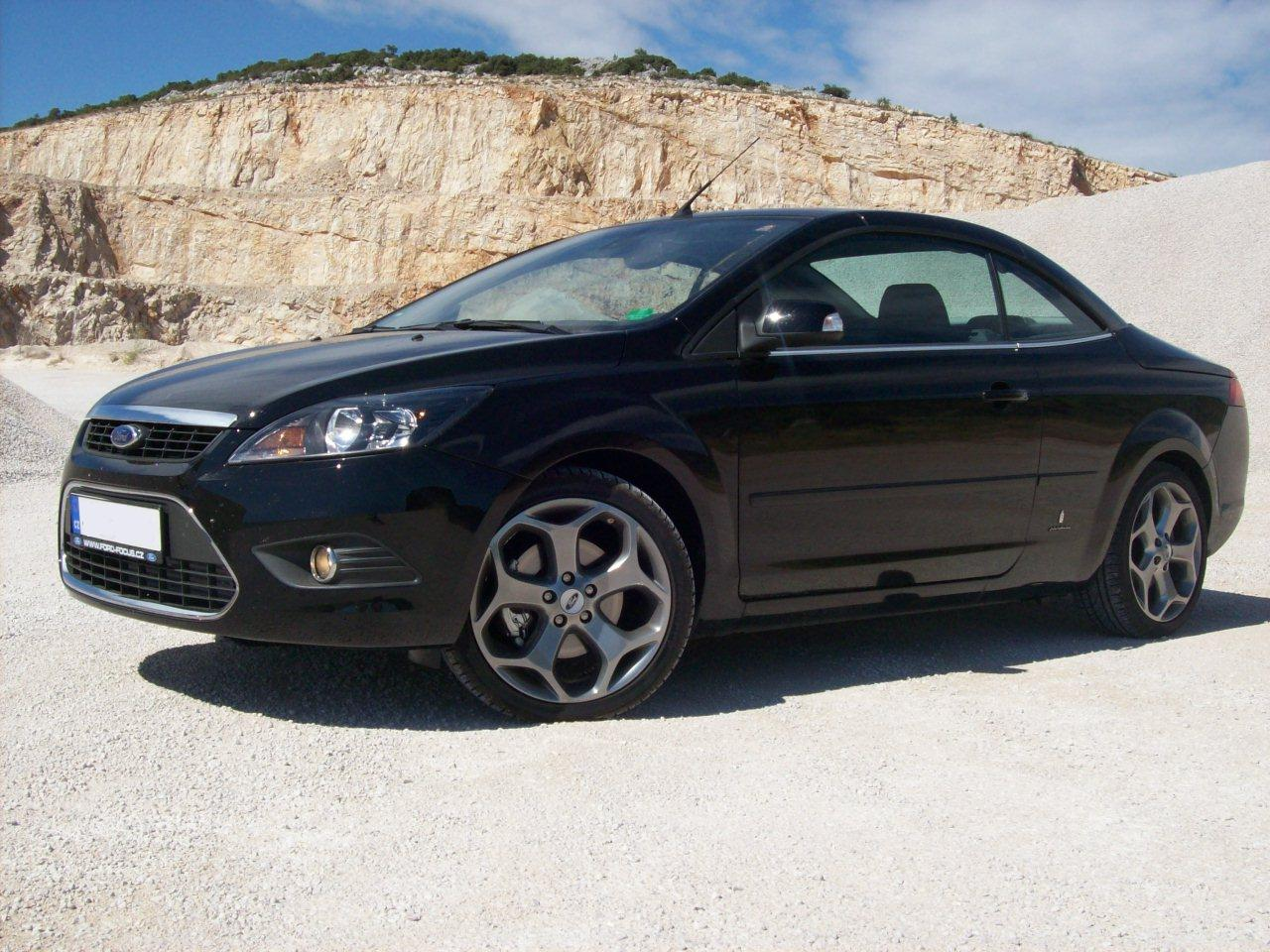
Ein Cabrio mit Stahlverdeck:
Ford Focus CC

Mit Cabriolet oder kurz Cabrio wird die Karosseriebauform eines Personenkraftwagens bezeichnet, dessen Dach durch Zurückklappen geöffnet werden kann.

## Definition
Cabrio ist die Abkürzung für das französische cabriolet (von franz. cabrioler, „Luftsprünge/ Capriolen machen“). Schon vor dem Zeitalter des Automobils war mit Cabriolet bzw. Kabriolett ein leichter offener, einspänniger (Pferde-)Wagen oder Ausflugswagen für Schönwettertage gemeint. Die deutsche Schreib- und Sprechweise Kabriolett ist zwischenzeitlich wieder selten geworden.
Cabrios basieren häufig auf der Coupé-Variante einer Fahrzeugbaureihe. Auch wenn sie äußerlich den entsprechenden geschlossenen Fahrzeugen ähneln, unterscheiden sie sich stark in der Bauart der selbsttragenden Karosserie. Durch die fehlenden Dachholme als tragende Komponente müssen alle Belastungen durch eine verstärkte Bodengruppe aufgenommen werden. (Man spricht hier auch vom „Schuhkarton-Problem“, weil man die Steifigkeit eines Cabriolets gegenüber einem Festdachfahrzeug mit einem Schuhkarton vergleichen kann, der sich, sobald man den Deckel entfernt, leichter in sich verdrehen lässt)
Traditionell bezeichnet der Begriff Cabrio ein Fahrzeug mit gefüttertem Stoffdach, das vollständig zurückgeklappt werden kann. Ist das Verdeck nicht gefüttert, spricht man von einem offenen Tourenwagen, wie beispielsweise der Mercedes 170 Da OTP (Offener Tourenwagen Polizei) von Anfang der 1950er Jahre. Bei zusätzlich heruntergefahrenen Seitenscheiben sitzen die Insassen abgesehen von einem eventuell vorhandenen Überrollbügel also völlig im Freien. Bleiben bei aufgeklapptem Dach dagegen die Fensterrahmen samt den B- und C-Säulen stehen, so spricht man von einer Cabriolimousine. Diese Variante war vor allem bis in die 1960er Jahre populär. Seit den 1990er Jahren dagegen werden immer mehr Modelle mit versenkbarem Stahldach bzw. Retractable Hardtop ausgerüstet, so genannte Coupé-Cabriolets. Im allgemeinen Sprachgebrauch werden heute jedoch auch andere Bauformen von Fahrzeugen mit aufklappbarem Verdeck, aufgesetztem Verdeck oder Notverdeck (fälschlicherweise) als Cabrio bezeichnet.

## Ausführungen

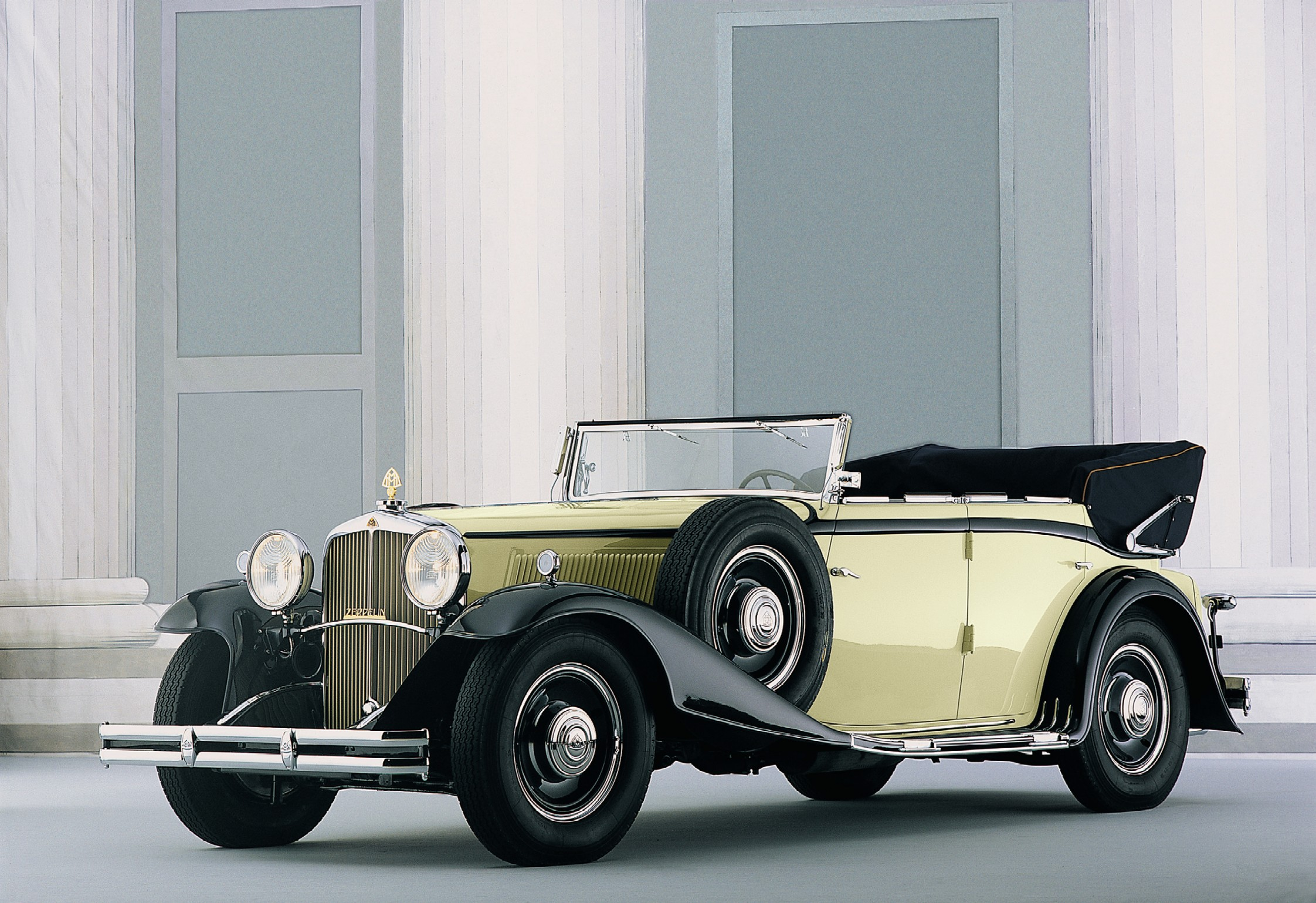
Maybach Zeppelin DS 8 mit Aufbau als viertüriges Cabriolet von Hermann Spohn, Ravensburg, ca. 1932

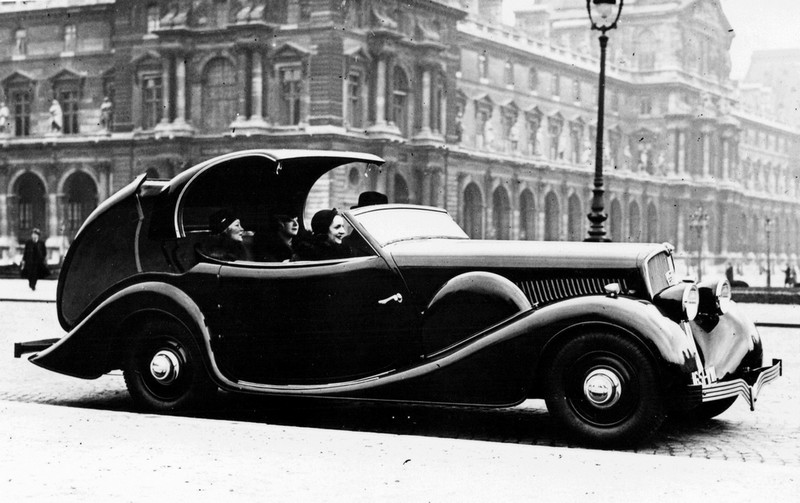
Peugeot 601 C Eclipse mit Aufbau von Pourtout, 1934

Ein Cabriolet ist ein Auto, in der Regel 2- bis 5-sitzig ohne Dach oder mit versenkbarem, gefüttertem Verdeck, meistens zwei, selten vier Türen und versenkbaren Seitenscheiben. Ein Cabriolet mit vier Türen und vier Fenstern wird in den USA als „Sedan-Cabriolet“ oder „Sedan-Convertible“ bezeichnet. In den 1920er bis 1950er Jahren unterschied man bei Mercedes-Benz die unterschiedlichen Cabriolet-Bauarten durch Ordnungsbuchstaben:
- Cabriolet A: Ein zweitüriges, üblicherweise zweisitziges Fahrzeug mit solidem Allwetter-Verdeck, das sich hinter die Sitze faltet und sichtbar bleibt. Unterstützung der Verdeckmechanik teilweise auch mit Landau-Gestänge.
- Cabriolet B: Ein zweitüriges, viersitziges Fahrzeug mit solidem Allwetter-Verdeck, das sich hinter die Sitze faltet. Seitenfenster für die hinteren Passagiere. Unterstützung der Verdeckmechanik teilweise auch mit Landau-Gestänge.
- Cabriolet C: So wie Cabriolet B, nur ohne hintere Seitenfenster.
- Cabriolet D: Ein viertüriges, vier- oder fünfsitziges Fahrzeug mit einem schweren Allwetter-Verdeck. Üblicherweise mit Landau-Verdeckmechanik.
- Cabriolet F: wie Cabriolet D, jedoch mit Seitenfenstern hinter den Hintertüren

Cabrios der Klasse B werden auch als Convertible Coupé (USA) oder Drophead oder Drophead Coupé (Großbritannien), also als Coupé mit wegfaltbarem Dach bezeichnet, z. B. der Jaguar XK 120 DHC (Drophead Coupé).
In früheren Zeiten wurden alle Fahrzeuge auf Rahmen aufgebaut, so dass der eigentlichen Karosserie keine tragende Funktion zukam. Allerdings wird diese Bauweise heute aus Gewichtsgründen und wegen des Crashverhaltens nur noch bei Geländewagen für schweres Gelände und bei Lkw angewendet.
Mit der Einführung der selbsttragenden Ganzstahlkarosserie im Pkw-Bereich fiel der Fahrzeugrahmen weg und der Aufbau übernahm die tragende und versteifende Aufgabe im Fahrzeug. Heutige Cabrios unterscheiden sich daher von den geschlossenen Basislimousinen durch eine Verstärkung im Unterbodenbereich und einen verstärkten Frontscheibenrahmen, um die fehlende Versteifung durch Dach und eingeklebte Scheiben zu kompensieren. Teilweise kommt auch permanent sichtbaren Überrollbügeln (zum Beispiel Golf III Cabrio) diese Aufgabe zu. Diese werden dann oft abfällig, vielleicht aber auch einfach nur beschreibend als „Erdbeerkörbchencabrios“ bezeichnet. Eine weitere Möglichkeit ist der automatisch ausfahrbare Überrollbügel, der heute bei vielen Modellen zum Einsatz kommt.
Ein einfaches Absägen des Daches mindert dagegen die Stabilität der Karosserie und erfordert umfangreiche zusätzliche Versteifungsmaßnahmen. In den 1970er Jahren wurden aufgrund der Sicherheitsdiskussion Cabrios gebaut, die einen zusätzlichen Überrollbügel hatten oder sogar als Cabrio-Limousine konstruiert waren. Z. B. das Baur-Top-Cabriolet auf Basis des 3er BMW. Selbst als BMW ein 3er-Voll-Cabriolet anbot, wurde dieses Modell weiterhin verkauft.

## Technik

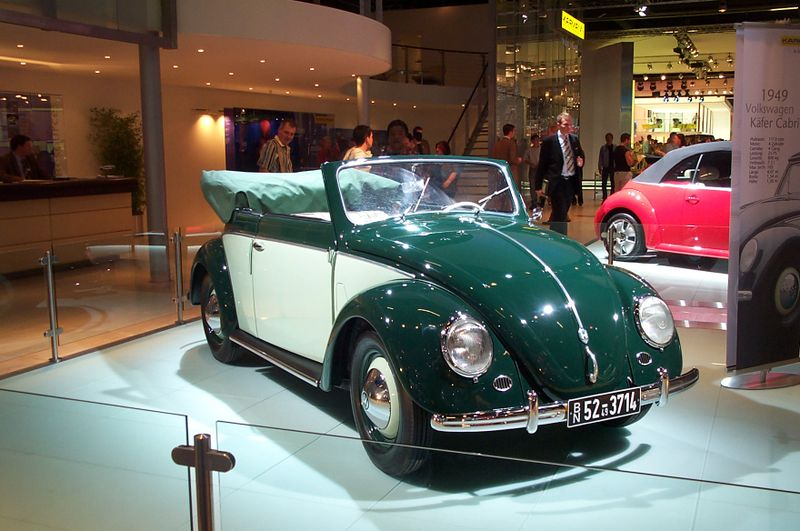
VW Käfer Cabrio mit Faltverdeck und Persenning

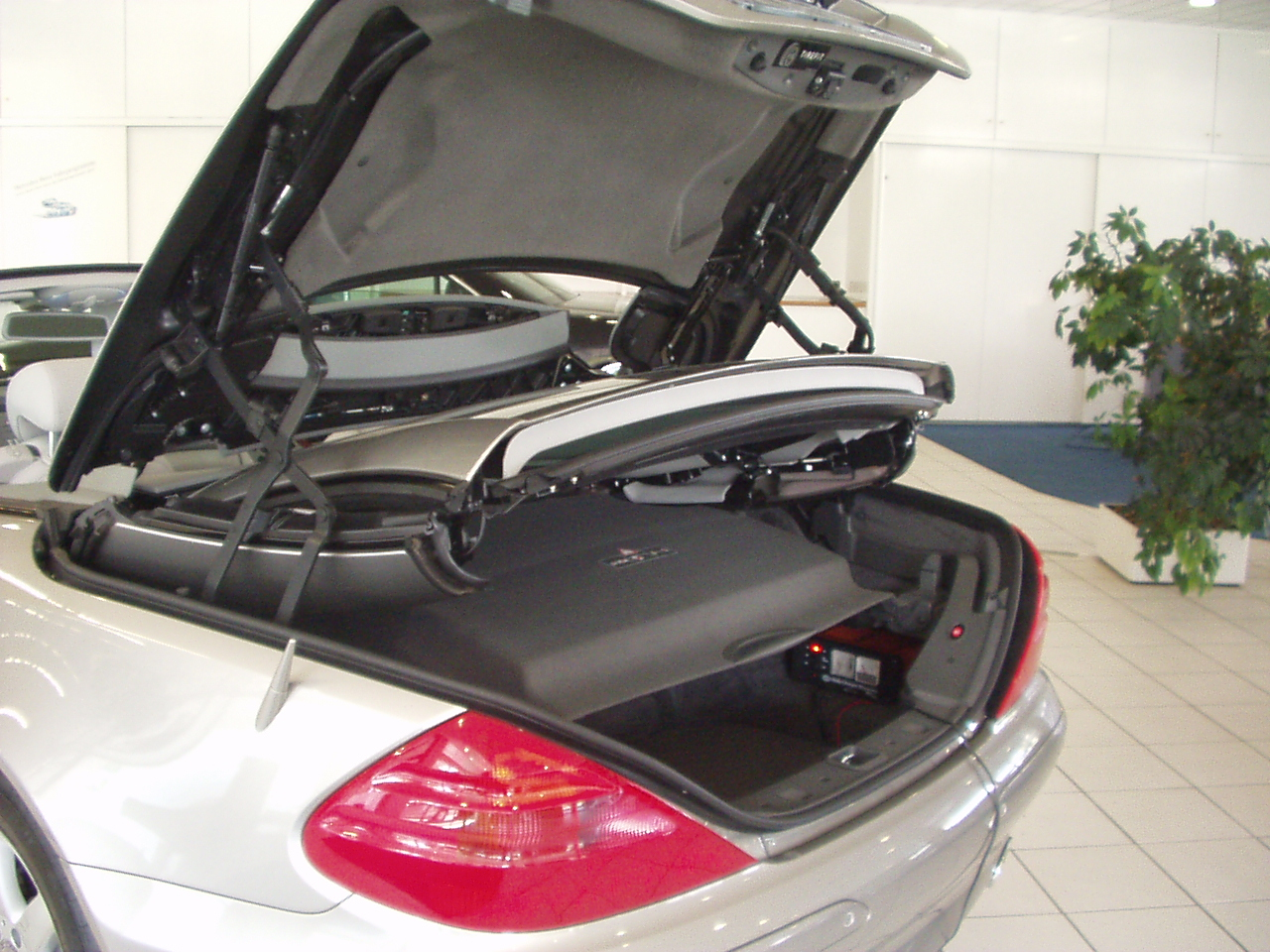
Variodach eines Mercedes-Benz SL

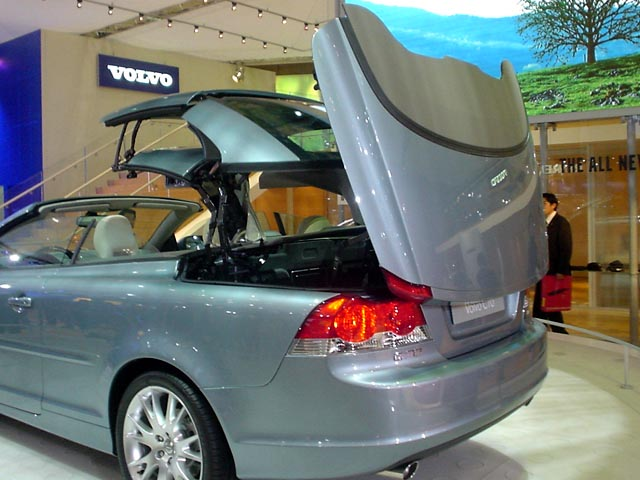
Das moderne Stahldach eines Volvo C70 öffnet sich

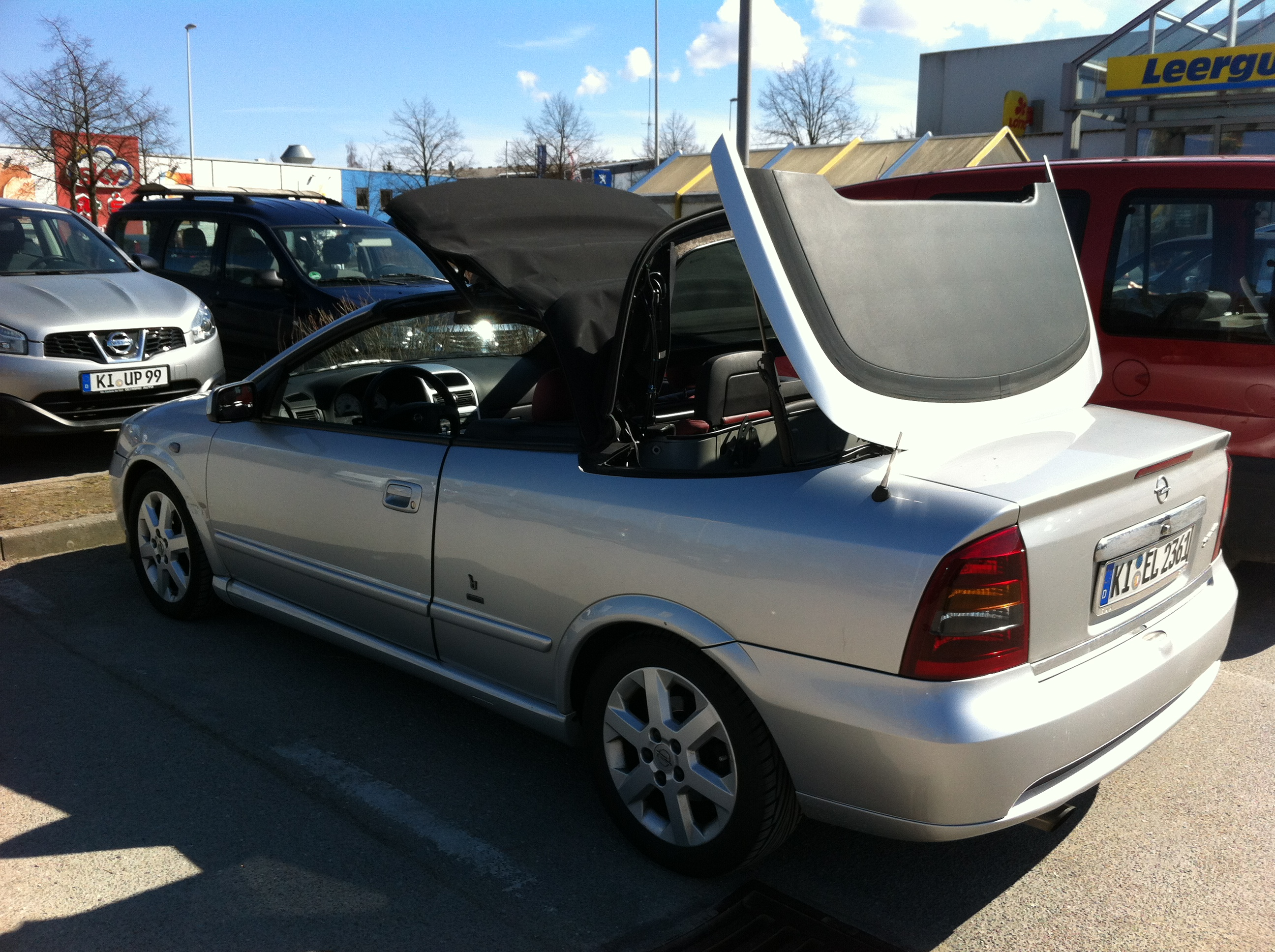
Stoffdach eines Cabrios faltet sich in die Karosserie

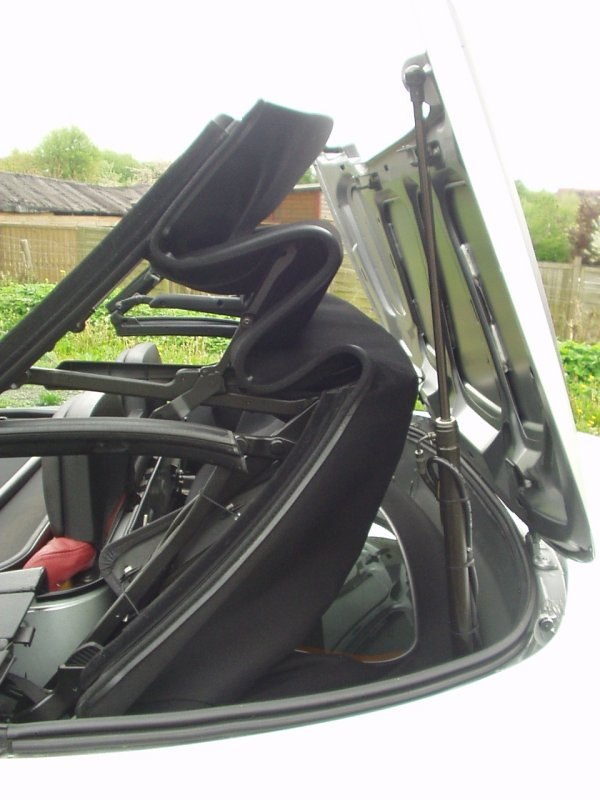
Detailansicht: Stoffdach faltet sich zusammen

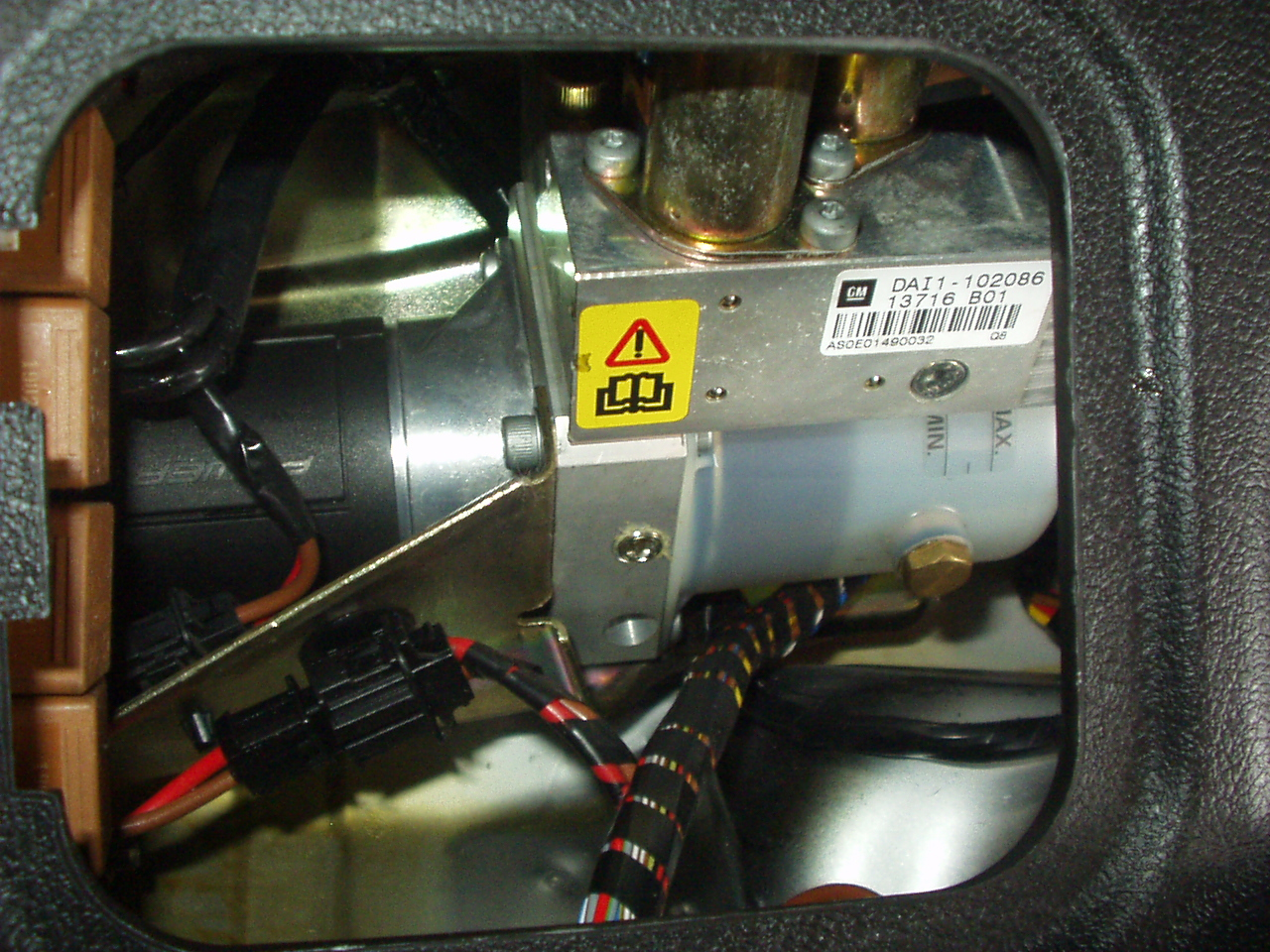
Antriebsmodul des Mechanismus

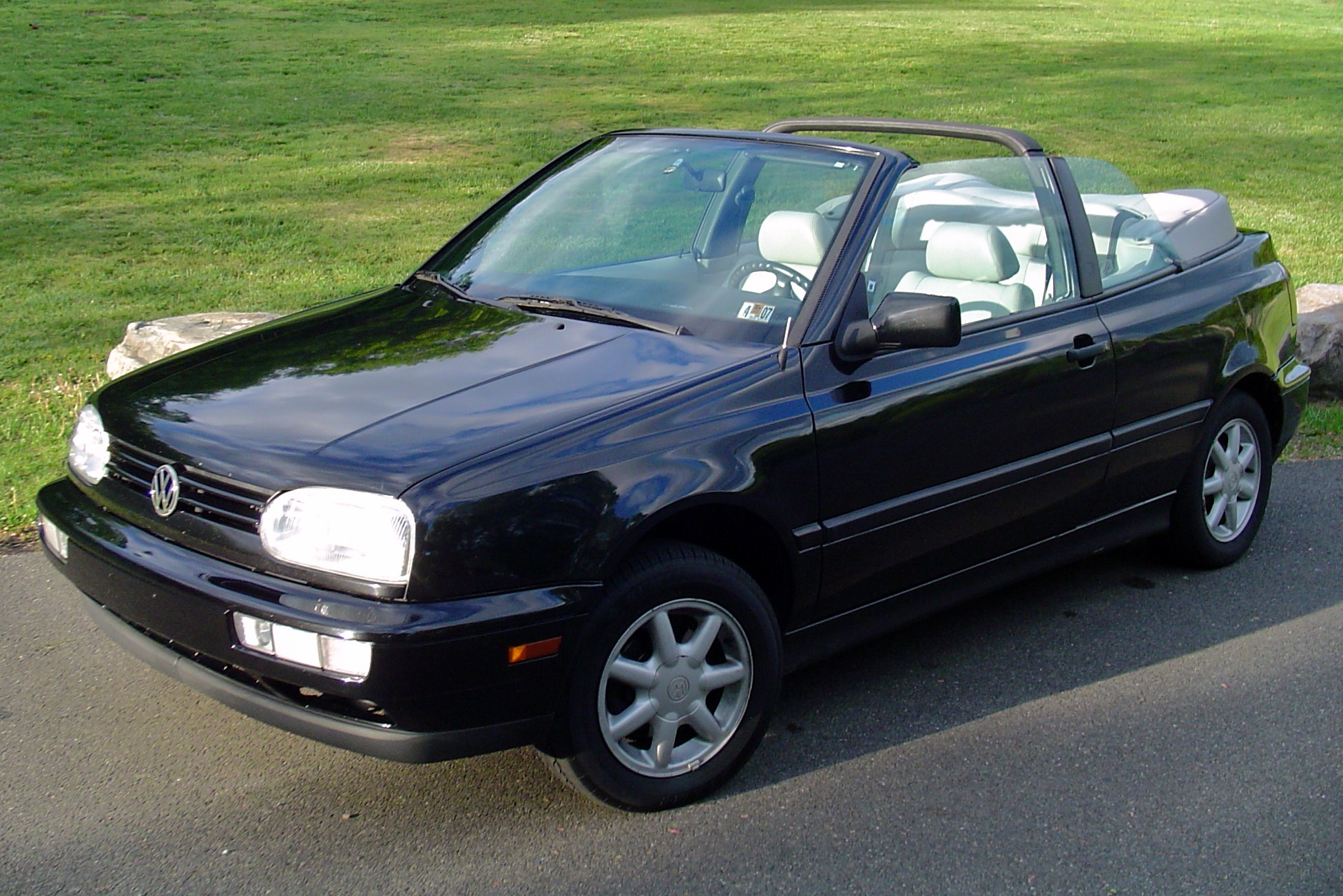
VW Golf Cabriolet von Karmann

Bei nicht allen Cabrios lässt sich das Verdeck unter einer Verdeckklappe verstauen, sondern es sitzt zusammengefaltet auf der Verdeckklappe. Beispiele dafür sind das Opel Astra F Cabrio, das VW New Beetle Cabrio oder das Chrysler PT Cruiser Cabrio. Da aber Wasser das nur eingefaltete Verdeck beschädigen kann, ist es sinnvoll, eine Persenning zum Schutz auf das Verdeck aufzuziehen, die in der Regel serienmäßig mitgeliefert wird. Die Persenning sollte – trotz der umständlichen Handhabung – genutzt werden, denn ansonsten kann das Verdeck durch Feuchtigkeit Schaden nehmen.
Mitte der 1990er Jahre wurde die Idee wieder aufgegriffen, das flexible Cabrio-Verdeckmaterial (engl.: Softtop) (aus PVC oder aus Stoffgewebe) durch ein zusammenklappbares Metalldach (engl.: retractable Hardtop; kurz RHT) zu ersetzen. Nach Fahrzeugen von Peugeot (1930er Jahre) und Ford USA (1950er Jahre) war der Mercedes SLK von 1996 wieder das erste in Großserie gefertigte Fahrzeug mit Metall-Klappverdeck. Das Dach besteht aus zwei oder mehr Teilen, die über ein aufwändiges Gestänge verbunden sind und zusammengeklappt im Kofferraum abgelegt werden. Vorteil dieser Technik: Das Metalldach verschleißt weniger und ist nicht so anfällig gegen Vandalismus wie ein Stoffdach. Außerdem ist ein solches Auto unempfindlich gegen Schnee und Eis und im Innenraum tendenziell leiser als ein Cabrio mit Stoffdach.
Diesen Vorteilen stehen mehrere Nachteile gegenüber. So ist das Blechdach teurer (ca. 1500 €) als ein Stoffdach und benötigt mehr Platz im Kofferraum. Dazu kommt, dass die meisten herkömmlichen zweiteiligen Konstruktionen nur eine begrenzte Innenraum-Länge abdecken können, was bei viersitzigen Metalldach-Cabrios wie dem Renault Megane CC oder dem Peugeot 307 CC durch eine extrem schräge und weit über den Fahrer reichende Frontscheibe kompensiert wird. Dies – so monieren Cabrio-Puristen – beeinträchtige das gewünschte Frischluftempfinden, speziell für kleine Personen, deren Sitz weit vorne steht. Sie können auch oft nicht aufrecht in den Wagen einsteigen.
2006 kamen mit dem VW Eos, dem Opel Astra Twin Top, dem Volvo C70 und dem Mitsubishi Colt die ersten dreiteiligen Stahlklappdächer auf den Markt. Von diesen Modellen hat nur der VW Eos im geschlossenen Zustand auch eine Glasschiebedachfunktion. Das BMW Mini Cabrio setzt die Schiebedachfunktion jedoch auch mit einem Stoffdach um.
Insgesamt gewann die Klappdach-Technik gegenüber Stoffdächern zunächst an Bedeutung: Es gab und gibt entsprechende Fahrzeuge von Nissan, Mercedes, Lexus, Daihatsu, Peugeot, Renault, Opel, Volkswagen, Volvo, Mazda (den sogar in beiden Variationen), Mitsubishi, Chevrolet und Cadillac. Auch BMW stattete fortan das 3er Cabrio (E93) – entgegen der Tradition – mit einem festen Metalldach aus. Im Jahr 2004 machten die Retractable Hardtops ca. 25 % der Cabrio-Produktion aus (ca. 225.000), Tendenz steigend. Dabei verdrängen die Retractable Hardtops nicht das Stoffdach, sondern etablieren sich in einer eigenen Nische als Coupé mit „Open-Air“-Option.
Seit den 2010er-Jahren sind einige Hersteller (zum Beispiel BMW G22 und G29, Mercedes-AMG R232 oder Opel Cascada) wieder zu klassischen Stoffdächern zurückgekehrt, um Gewicht und Kosten zu reduzieren. Dies wird auch mit verbesserten Dämmeigenschaften heutiger Stoffverdecke begründet, die sich auf einem ähnlichen Niveau wie dem der Retractable Hardtops befinden sollen.
Siehe auch: Überschlagschutzsystem

## Cabrio- und Verdeckhersteller
Das Cabrio ist ein Nischenfahrzeug. Cabrios werden oftmals nicht durch den Chassishersteller, sondern durch entsprechend spezialisierte Unternehmen hergestellt.
Eine andere Variante ist die Anlieferung der kompletten Dachmodule an den OEM, der das Cabrio dann in seinen Fertigungslinien der Großserie komplettiert.
Namhafte Hersteller von Cabrios für diverse Marken sind bzw. waren unter anderem Bertone, Pininfarina, Heuliez, Baur, Karmann und Magna Steyr, Webasto.
In früheren Jahren gab es hunderte kleinere bis mittelgroße Karosseriebaufirmen, die teils in Eigenregie, teils im Auftrag der großen Fahrzeughersteller, Karosserienvarianten von Nischenmodellen (meist eben Cabriolets) herstellten. Die Entwicklung in der Nachkriegszeit hin zu selbsttragenden Karosserien erschwerte solche Varianten. Des Weiteren zogen die Hersteller zunehmend auch Nischenmodelle in die eigene Produktion.
Die Zahl dieser Firmen schrumpft immer weiter. Auch in den letzten Jahren mussten teils namhafte Hersteller ihre Tätigkeiten einstellen, so z. B. Bertone in Turin oder Karmann in Osnabrück.
Spezialisierte Unternehmen liefern häufig auch nur die jeweiligen Dachmodule an den OEM. Auf die Herstellung von Dachmodulen haben sich auch die Firmen Dura Convertible Systems, Edscha, Webasto, Toyo Seat und OASys spezialisiert.

## Andere Bauformen offener Fahrzeuge

### Aktuelle Bauformen
Andere Karosseriebauformen offener Fahrzeuge, die auch – oft falsch – als Cabrio bezeichnet worden sind:

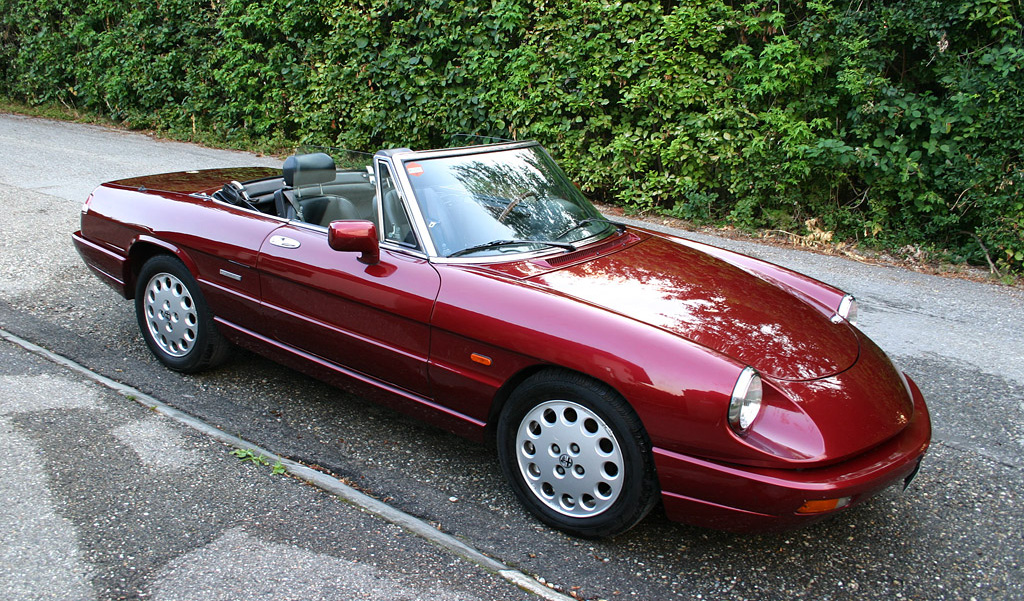
Alfa Romeo Spider der vierten Serie (1992)

- Roadster (auch Spider, Spyder, Open Tourer Sports):
  - Zuerst ein offener Zwei-, Drei- oder Viersitzer mit minimaler Karosserie und optionalem Wetterschutz, alternativ auch Runabout oder Motor Buggy genannt. Ab den 1920er Jahren ein offener Zweisitzer, allenfalls mit einklappbaren Notsitzen im Heck („Schwiegermuttersitz“) und notdürftigem Wetterschutz vorne bestehend aus einem leichten, ungefütterten Verdeck und daran seitlich anknüpfbaren Planen statt Seitenscheiben. Der Roadster war oft das einfachste, billigste aber auch das leichteste und damit schnellste Modell einer Baureihe.
  - Ab den 1930er Jahren zunehmend als Sportwagen mit Notverdeck und Steck- anstatt Kurbelfenstern; gelegentlich tief ausgeschnittene Türen. Beispiel: Triumph TR2, Jaguar XK 120 OTS
  - Heute zweisitzige, sportliche Fahrzeuge mit eigenständiger Karosserie und zu öffnendem Verdeck oder zweisitzige Sportcoupé-Derivate mit zu öffnendem Verdeck. Typisches Beispiel: Mazda MX-5.

- Cabriolimousine:

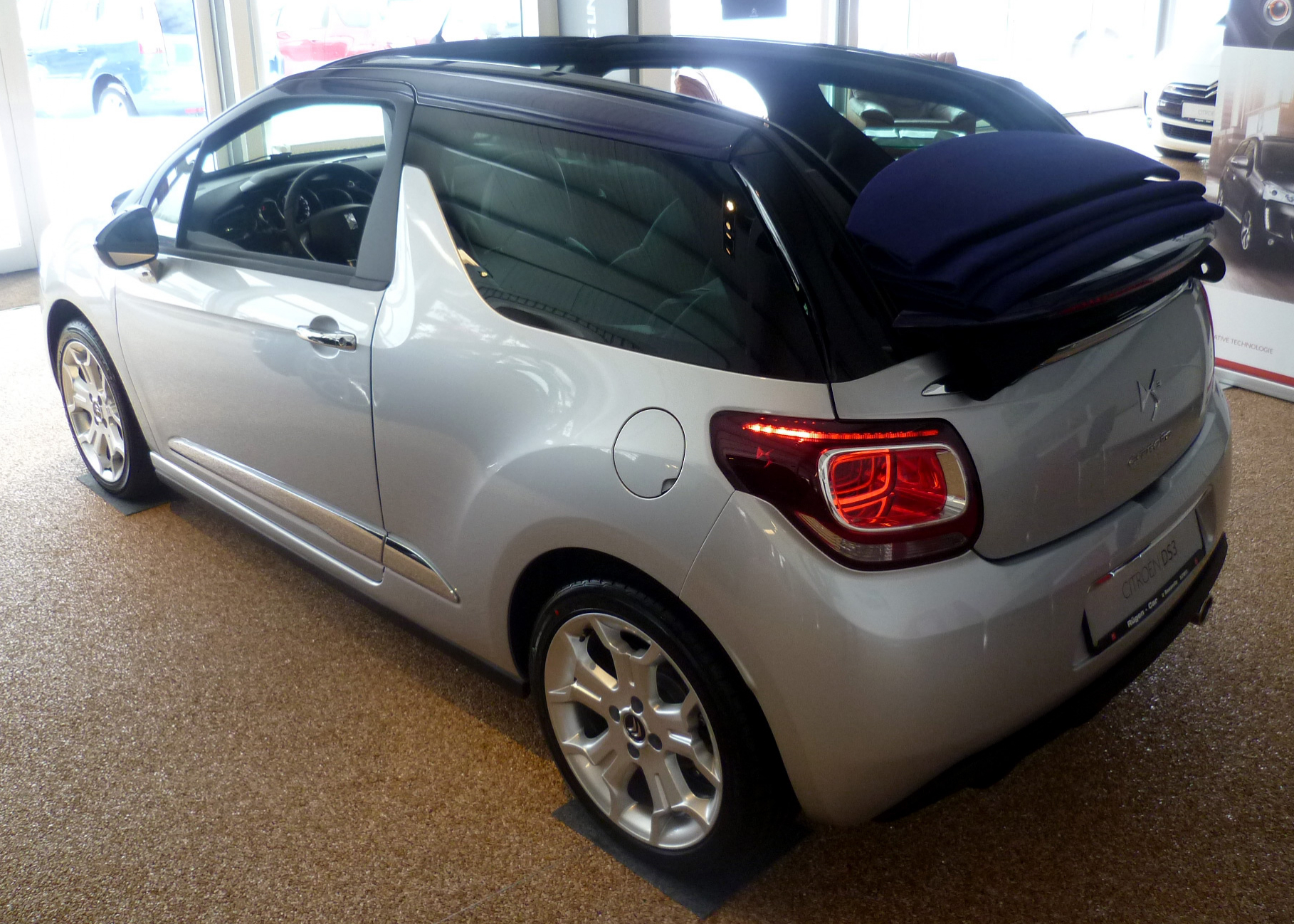
Cabriolimousine: Citroën DS3 Cabrio

  - Limousinen mit fest stehenden Tür- und Fensterrahmen, bei denen sich das Dach bis zur Heckscheibe bzw. inklusive Heckscheibe zurückrollen lässt. Heute noch bekanntester Vertreter ist der Citroën 2CV; aktuell der Fiat 500C[6] und das Citroën DS3 CABRIO.[7] Die Cabriolimousine unterscheidet sich vom amerikanischen Convertible Sedan (vgl. unten).
- Targa:
  - Bezeichnet ein Coupédach mit herausnehmbarem Dachteil. Das erste Patent wurde 1948 vom Industriedesigner Gordon Buehrig eingereicht, der mit Derham den Konzeptwagen TASCO entwickelte.[8] Die Bezeichnung „Targa“ wurde von der Firma Porsche erstmals 1965 für die Version des Porsche 911 mit herausnehmbarem Dachmittelteil verwendet, dabei spielte Porsche auf das Straßenrennen Targa Florio an, ähnlich wie der Porsche Carrera nach der Carrera Panamericana benannt wurde. Andere Fahrzeuge mit einem einteiligen, herausnehmbaren Dachsegment zwischen A- und B-Säule waren der Triumph Stag und der Honda CRX Sol.

- T-Top oder T-bar Top:

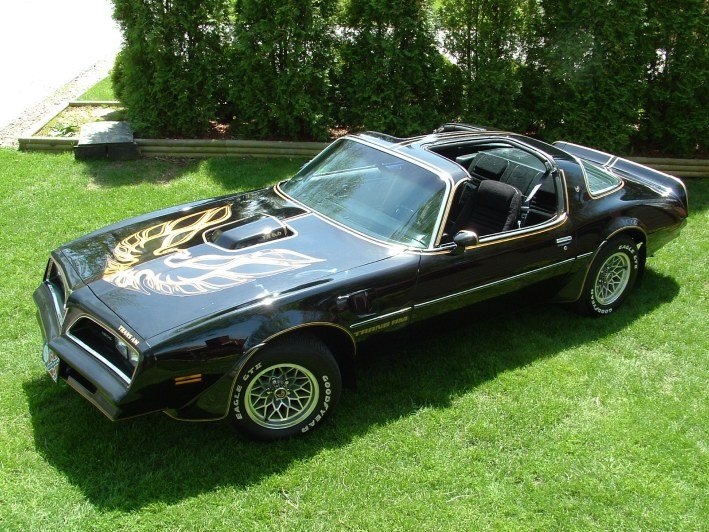
Pontiac Trans-Am mit T-bar Top und Honeycomb-Felgen (1978)

  - Als T-Top bezeichnet man eine Abart des Targa-Dachs: Statt eines einteiligen Dachsegments können zwei Dachhälften entnommen werden, zwischen ihnen verbleibt ein Steg, der in der Fahrzeugmitte den Windschutzscheibenrahmen mit dem hinteren Dachteil verbindet. T-Tops wurden von Hurst entwickelt und waren ab Werk zunächst für die Chevrolet Corvette C4 lieferbar. Später kamen ausgesuchte, zweitürige Modelle anderer Marken hinzu, wobei in Europa Chevrolet Camaro und Pontiac Firebird die bekanntesten waren. General Motors verwendete ab 1977 eigene, von Fisher entwickelte Dächer. T-Tops waren ein populäres Zubehör zum Nachrüsten. Der Umbau hatte aber oft nicht behebbare Folgen, wenn er nicht fachgerecht vorgenommen wurde. Weil üblicherweise – zunächst auch ab Werk – keine Verstärkungen vorgenommen wurden, litt auch die Steifigkeit der Karosserie.
- Landaulet:
  - (Chauffeur)-Limousine mit einem zu öffnenden hinteren Dachteil, meist der automobilen Oberklasse zugehörig. Verwendet wurde allgemein der längste verfügbare Radstand, bei manchen (jüngeren) Anbietern auch verlängert. Gefüttertes Stoffverdeck, früher oft mit Sturmbügeln. Früher war der Bau von Landaulets ein typisches Betätigungsfeld für die Hersteller von Sonderkarosserien. Bauartbedingt haben die wenigen modernen Landaulets ein Stufenheck.
- Kombination aus Targa und Landaulet
  - Zum Beispiel Fahrzeuge von Baur mit verschiedenen Verkaufsbezeichnungen: Top-Cabriolet (BMW E36), Aero (Opel Kadett C)

- Crossover-Cabrio

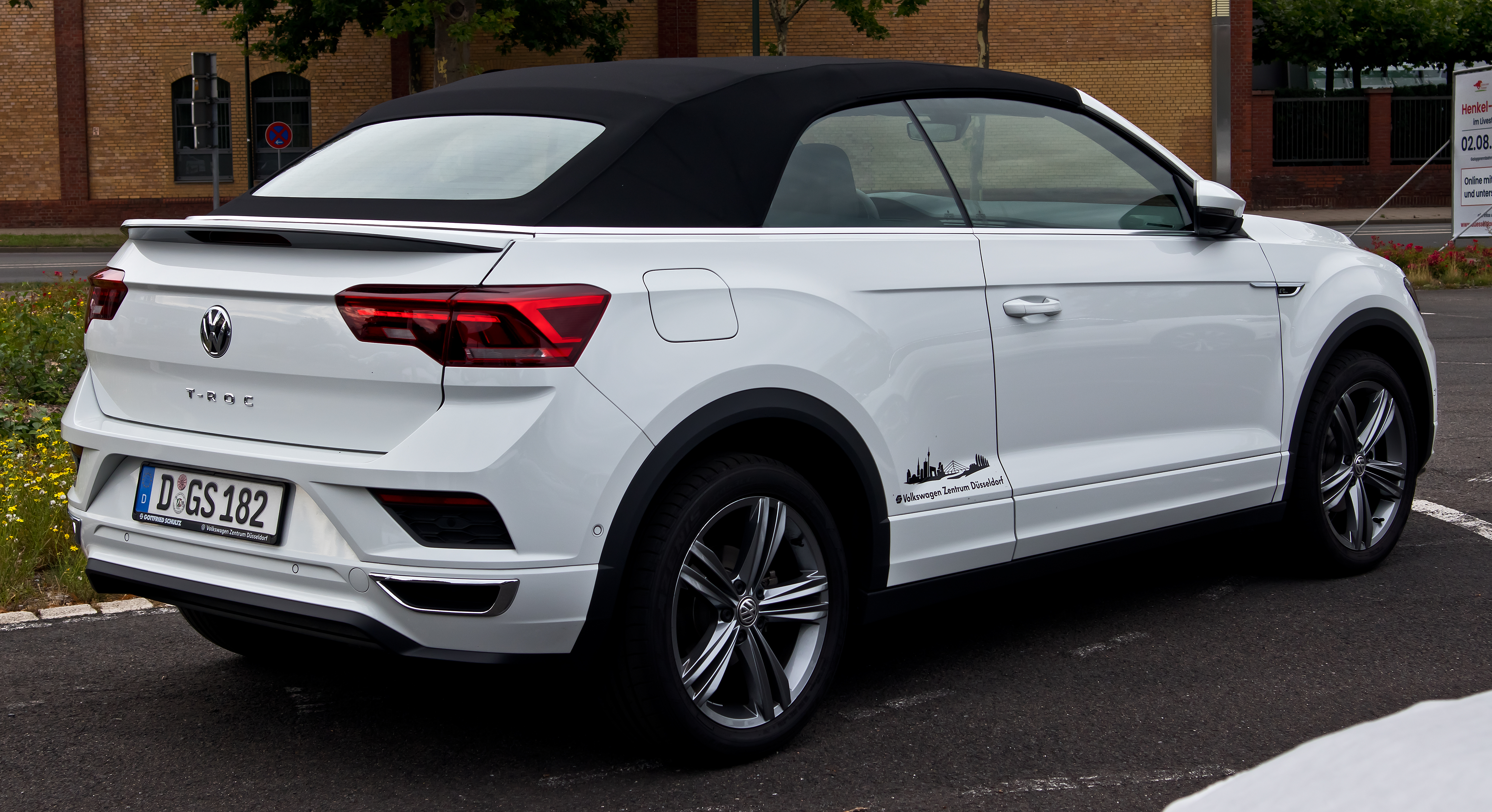
VW T-Roc Cabriolet (2020)

  - Eine der Crossover-Bauarten. Diese vereinigen Merkmale verschiedener Karosserieformen; hier: des SUV mit dem Cabrio respektive mit einem ganz oder teilweise zu öffnendem Dach. Der Übergang zum Geländewagen-Cabrio ist allerdings schwer abzugrenzen. Beispiele sind Suzuki LJ80, Jeep Wrangler, Mercedes-Benz G-Klasse W460, Range Rover Evoque oder VW T-Roc. Es scheint Bestrebungen zu geben, dafür den Begriff SUC (für Sport Utility Convertible) zu etablieren. Allerdings würde das Kürzel auch auf ein allfälliges Sport Utility Coupé passen.

- Geländewagen-Cabrio

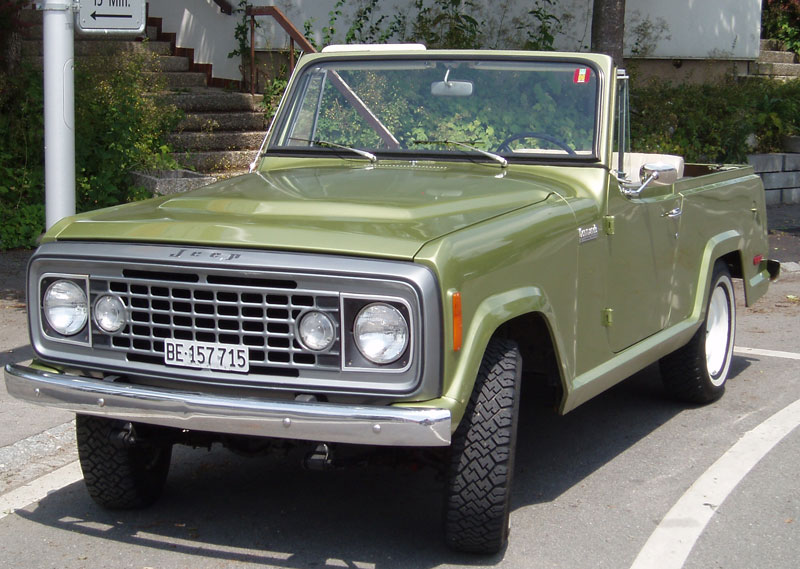
Jeep Commando C-104 (1972)

  - Kann als Geländewagen mit vollwertiger, offener Karosserie und Wetterschutz definiert werden. Der Begriff ist umstritten und schwer abzugrenzen vom offenen Crossover. Die Definition passt auf einige ältere Geländewagen, etwa Willys/Kaiser Jeepster, Ford Bronco Convertible, Jeep CJ, Minerva TT, Jeep Commando C-104, International Harvester Scout I und SSII oder Versionen des Land Rover 88 und des Puch G / Mercedes-Benz G-Klasse W460.

- Pickup-Cabrio

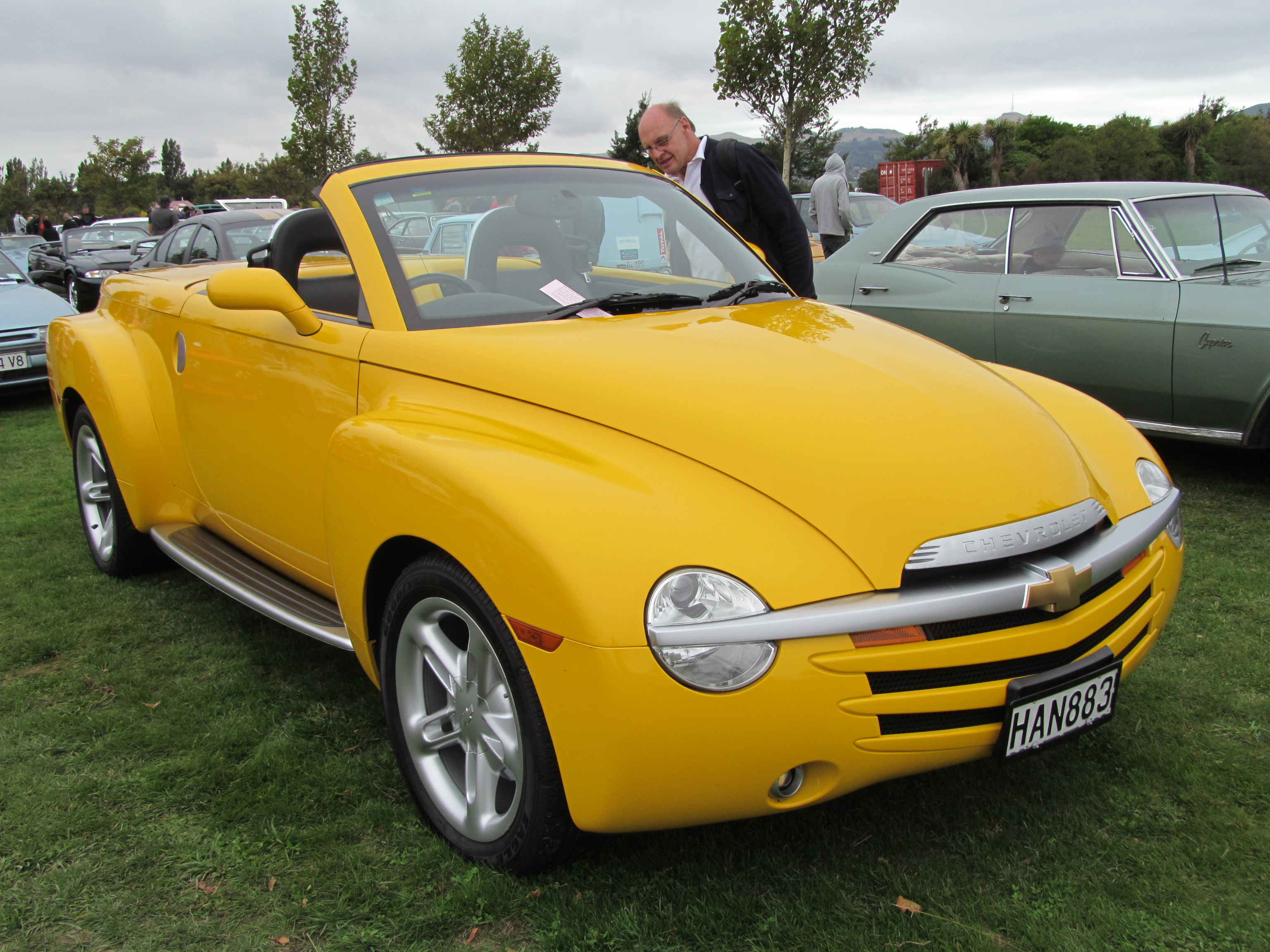
Chevrolet SSR mit zu öffnendem Metalldach; hier mit optionalem Tonneau Cover über der Ladefläche (2004)

  - Fahrzeug für einen Nischenmarkt. Als Roadster-Pickup (mit einfachem Wetterschutz) hatte es in den 1920er und 1930er Jahren einige Verbreitung als preiswerter Kleintransporter. Große Hersteller wie z. B. Ford, Chevrolet oder Dodge boten solche Varianten auf PKW-Basis ab Werk an (oft im Nutzfahrzeugkatalog). Es gab auch Umrüstsätze zum nachträglichen Umbau. Diese wurden oft in der Markenvertretung vorgenommen; ein Umbau durch den Käufer selber oder einen damit beauftragten Wagenbauer war nicht unüblich. Dabei wurde das Heck eines Roadsters oder eines Convertible Coupe gegen eine Ladefläche getauscht. Anlehnend an diese Tradition legte Chevrolet mit dem SSR ein Freizeitauto als Hommage auf mit stilistischen Anklängen an Pickups der späten 1940er und frühen 1950er Jahre. Zu dieser Zeit ab es allerdings ab Werk keine solchen Fahrzeuge mit zu öffnendem Verdeck mehr. Nutzfahrzeuge mit Klappverdeck sind als Armeetransporter nicht unüblich, wie auch die meisten frühen LKW keinen oder nur minimalen Wetterschutz aufwiesen.

### Historische Bauformen

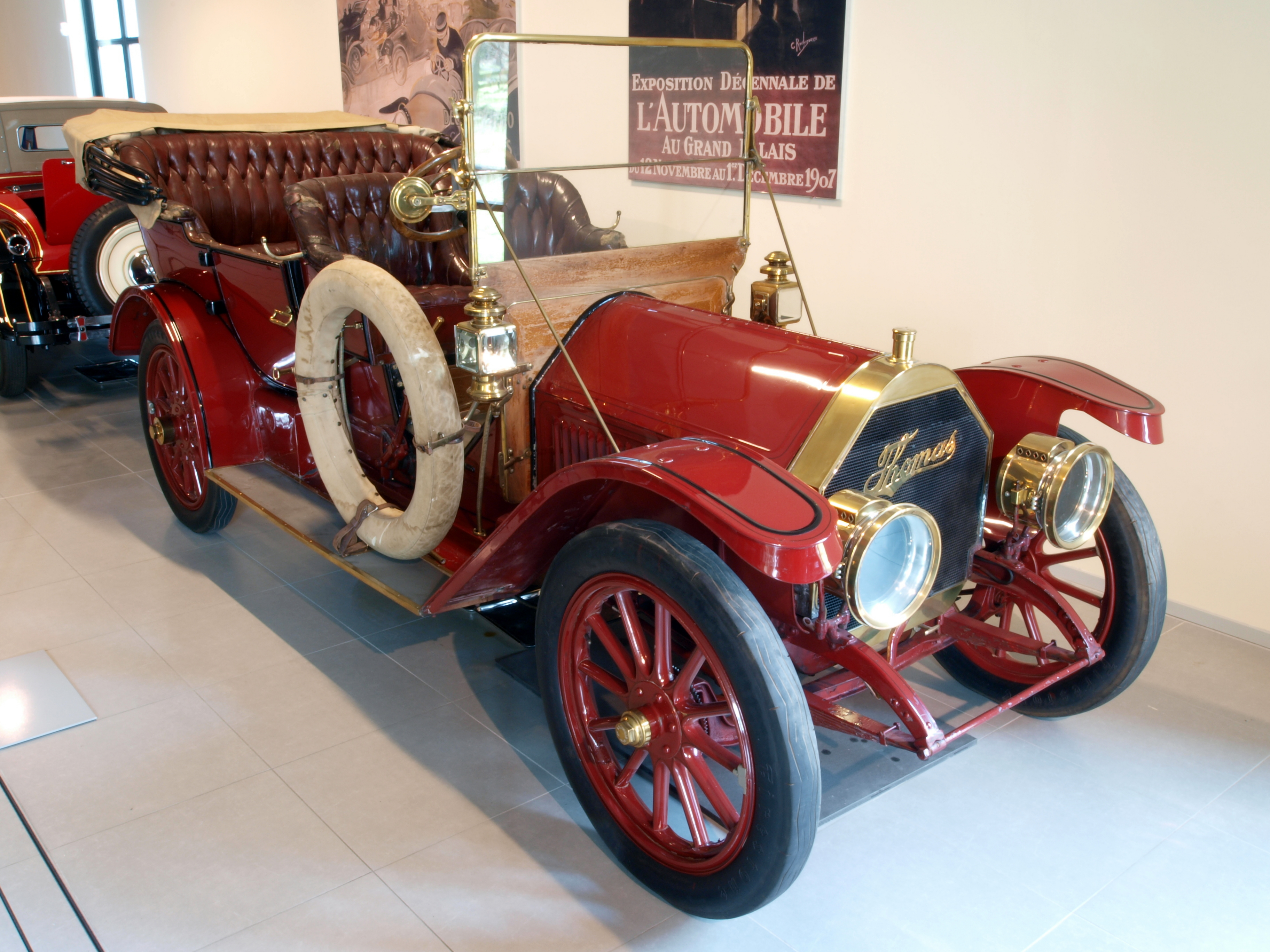
Typischer Touring: Thomas Flyer M6-40 Touring (1910)

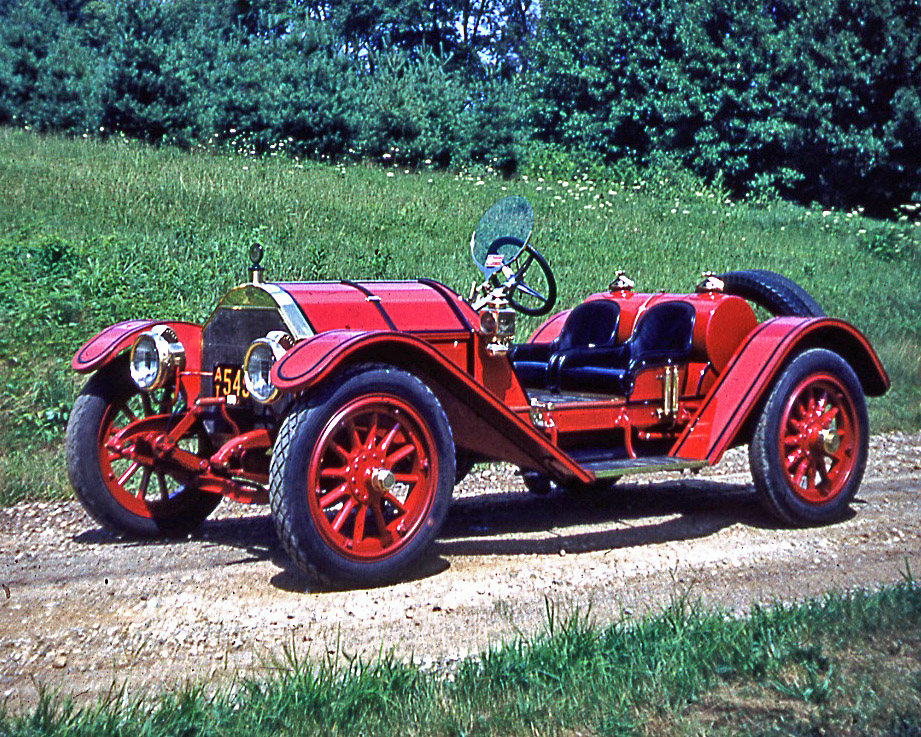
Typischer Speedster: Mercer Type 35J Raceabout (1913)

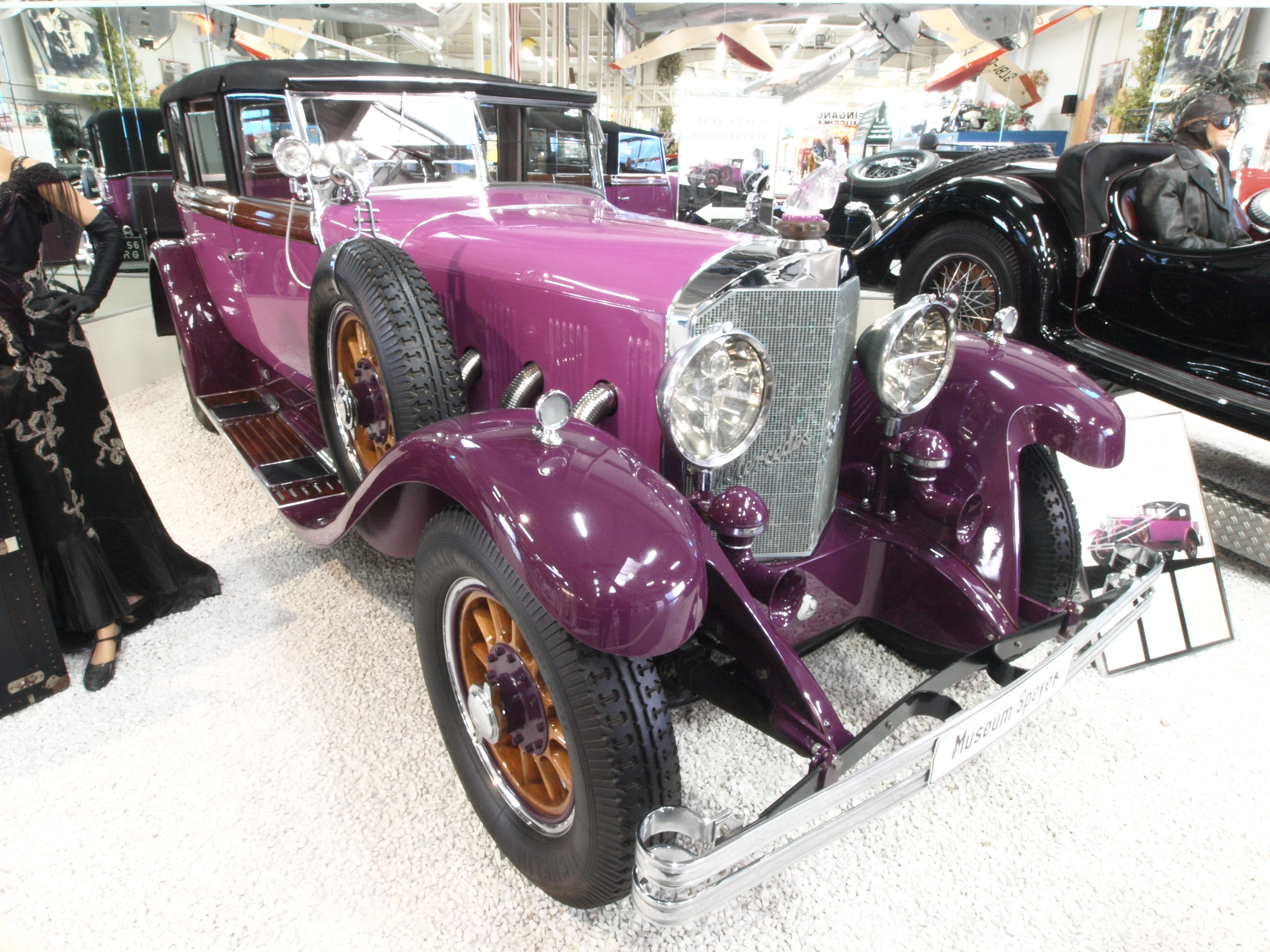
Mercedes-Benz 630K Cabriolet von Saoutchik (1928)

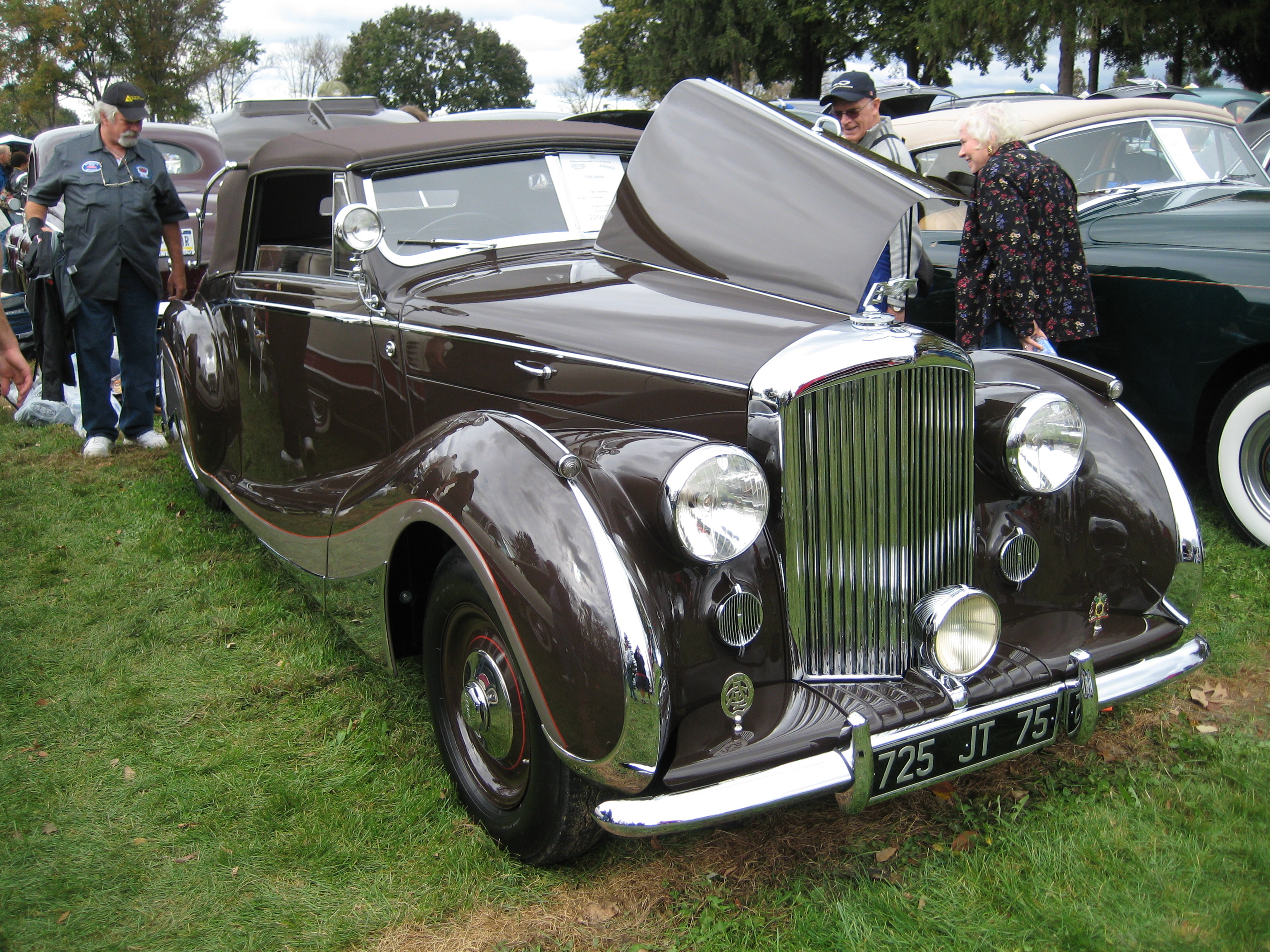
Bentley Mark VI Three Position Drop Head Coupé von Franay (1947)

- Französisches Cabriolet, Convertible Sedan und Convertible Berline:
  - Diese früheste Form des Cabriolets hatte vier Türen mit Kurbelfenstern, zwei oder drei Sitzreihen, oft im Fond zwei Notsitze. Zum Chauffeurabteil dieses Repräsentationsfahrzeugs gab es oft eine Trennscheibe. Das Verdeck ließ sich halb (über den Vordersitzen) oder ganz öffnen. Es war gefüttert und so schwer, dass es in der Regel von zwei Personen geöffnet und geschlossen werden musste. Bekannte Spezialisten für solche Aufbauten waren Saoutchik in Frankreich oder Murphy und LeBaron in den USA. In Deutschland genossen die Cabriolets von Hermann Spohns für Maybach und von Sindelfingen für Mercedes-Benz hohes Ansehen (Cabriolet D und F).
- „Trèfle“ und „Cloverleaf“:
  - Das französische „Trèfle“ und der amerikanische „Cloverleaf“ waren Sonderformen des Roadsters. Beide Begriffe stehen für Kleeblatt und meinen einen dreisitzigen Roadster mit einem mittig im spitz auslaufenden Heck angeordneten Einzelsitz. Die Bauform ist in Europa bekannt vom Citroën 5CV und Opel Laubfrosch
- Speedster:
  - Ein Sport- und Rennsportwagen mit minimaler Karosserie und ohne Wetterschutz auf einem verkürzten Fahrgestell. Bei vielen Herstellern war dies das stärkste Modell.
  - Der Boattail Speedster gehört nur dem Namen nach zu den Speedstern, eigentlich ist er eine in den 1930er Jahren verbreitete Unterform des Roadsters mit spitz auslaufendem Heck. Der wohl bekannteste Boattail Speedster ist auf dem Auburn 851 (1935, V12) respektive 852 (R8 mit Kompressor) aufgebaut; davon sind verschiedene Nachbauten in Serie gefertigt worden.
- Three Position Drop Head Coupé
  - Das Verdeck lässt sich bei dieser auch Sedanca Drop Head Coupe genannten Version halb oder ganz öffnen.
  - Das Victoria Convertible war eine in den USA beliebte Version davon.
- Sedanca, Coupé de Ville und Sedanca Coupe:
  - Ähnlich dem Targa lässt sich ein Teil des vorderen Daches entfernen. Der Einsatz aus Metall ist meist sehr schwer. Die viertürige Bauform kam vor dem Zweiten Weltkrieg aus der Mode, das Sedanca Coupé hielt sich als Sonderanfertigung (etwa von Franay oder Saoutchik) bis Anfang der 1950er Jahre.
- Kübelwagen
  - Militärversion des Phaeton.

Weitere offene historische Bauformen sind u. a. Vis-à-vis, Dos-à-dos, Tonneau (auch Wagonette genannt), Tourenwagen (auch Touring oder Open Tourer), Phaeton (Karosseriebauform), Phaetonnet oder Torpedo (Automobilbauart), Scaphandrier (Notverdeck nur über dem Passagierabteil) und Skiff (mit bootsähnlicher Karosserie aus Holz). Sie gelten nicht als Cabriolets.

## Begriff im Normenwerk des DIN
Nach der Definition in der deutschen Norm DIN 70011 vom März 1959 musste das Cabriolet ein zurücklegbares oder versenkbares Klappverdeck mit oberer und seitlicher Fensterabdichtung haben. Im April 1978 wurde diese Norm überarbeitet in DIN 70010 aufgenommen. Dabei erhielt der Begriff die normgerechte Schreibweise „Kabriolett“, das Klappverdeck wurde folgendermaßen umformuliert: Verdeck zurückklappbar (aufliegend oder versenkbar); das optionale Vorhandensein von Überrollbügeln wurde ausdrücklich erwähnt. Die Ausgabe vom Mai 1990 formulierte dann: Dach, fest oder flexibel mit mindestens 2 Positionen: 1. geschlossen 2. geöffnet oder entfernt.- Die aktuelle Ausgabe der Norm stammt vom März 2001.

## Neuzulassungen in Deutschland
Bis 2006 führte das Kraftfahrt-Bundesamt das Segment Cabriolets (incl. Roadster). Seit 2007 sind offene Personenkraftwagen in andere Segmente eingeordnet und werden gegebenenfalls mit den entsprechenden geschlossenen Varianten zusammengefasst. Für Zahlen zu den jährlichen Neuzulassungen von Personenkraftwagen des Segments Cabriolets (incl. Roadster) in Deutschland nach Statistik des Kraftfahrt-Bundesamtes, siehe Liste der Neuzulassungen von Personenkraftwagen in Deutschland nach Segmenten und Modellreihen#Cabriolets (incl. Roadster).

## Risiken für das Gehör
Fahrer von Cabriolets sind nach einer Studie durch offenes Fahren bei Geschwindigkeiten über 80 km/h (andere Studien nennen bis zu 120 km/h) einem erhöhten Risiko für Gehörschäden wie Hörverlust und Tinnitus (Klingeln in den Ohren) ausgesetzt. Der Fahrtwind, die Motorgeräusche und auch die Abrollgeräusche wirken bei der Fahrt direkt auf den Fahrer ein. Es wurden bei Fahrten mit Cabriolets Schalldruckpegel von bis zu 90 dB gemessen. Zum Vergleich: Arbeitnehmer sind gesetzlich verpflichtet, einen Gehörschutz zu tragen, wenn der Schalldruckpegel 85 dB beträgt oder höher liegt. Allerdings sind für eine Schädigung (Tagesdosis: 85 dB(A) × 8 Stunden) über Jahre solche Pegel an fünf Tagen in der Woche jeweils mehr als acht Stunden nötig. Fahrer von Cabriolets können die Risiken minimieren, indem nur oder mindestens über 70 km/h mit hochgefahrenen Scheiben gefahren wird, und das Verdeck bei Fahrten auf Autobahnen komplett geschlossen wird. Eine weitere Möglichkeit Gehörschäden vorzubeugen, ist das Tragen von Gehörschutz, wie zum Beispiel Ohrenstöpsel. Dabei ist aber zu beachten, dass das Gehör nicht beeinträchtigt werden darf. So müssen beispielsweise Hupsignale oder das Martinshorn klar erkennbar sein.